# Източен Стафордшър (община)
Община Източен Стафордшър (на английски: Borough of East Staffordshire) е една от деветте административни единици в област (графство) Стафордшър, регион Уест Мидландс. Населението на общината към 2008 година е 109 100 жители разпределени в множество селища на територия от 386.96 квадратни километра. Главен град на общината е Бъртън ъпон Трент.

## География
Община Източен Стафордшър е разположена в средната източна част на графството, по границата с област Дарбишър.
Градове на територията на общината:
| град              | на английски      | население |
| ----------------- | ----------------- | --------- |
| Бъртън ъпон Трент | Burton upon Trent | 43 784    |
| Ютоксетър         | Uttoxeter         | 12 023    |

## Демография
Разпределение на населението по религиозна принадлежност към 2001 година:
| религия          | на английски        | брой жители | %      |
| ---------------- | ------------------- | ----------- | ------ |
| Християни        | Christian           | 80 374      | 77,45% |
| Будисти          | Buddhist            | 127         | 0,12%  |
| Хиндуисти        | Hindu               | 206         | 0,20%  |
| Евреи            | Jewish              | 52          |        |
| Мюсюлмани        | Muslim              | 4134        | 3,98%  |
| Сикхи            | Sikh                | 199         | 0,19%  |
| Други            | Other               | 182         | 0,18%  |
| Атеисти          | No religion         | 11 978      | 11,54% |
| Запазена в тайна | Religion not stated | 6518        | 6,28%  |
| общо             |                     | 103 770     |        |